# Marina Hociotă
Marina Hociotă, (de asemenea cunoscută sub numele de Mina Hociotă; n. 19 august 1896, Săliște, România – d. 7 iulie 1977, Mănăstirea Nămăești, Argeș, România) a fost o călugăriță română care a servit ca asistentă pe front în timpul Primului Război Mondial.

## Primii ani
Marina s-a născut pe 19 august 1896 într-o familie de ciobani din Săliște (pe atunci parte a Austro-Ungariei).
Pe când era copil s-a remarcat pentru rezultate bune la învățătură, dar era recunoscută și pentru curajul ei neobișnuit, călărind încă de la 10 ani.
Decesul tatălui ei, care a murit de gută înainte ca ea să împlinească 12 ani, și introducerea obligatorie a limbii maghiare în școlile românești din Ungaria, pusă în aplicare în 1907 prin noile legi ale educației (cunoscute ca „Legile Apponyi”), a făcut-o pe Marina să-și părăsească satul natal la vârsta de 14 ani și să traverseze munții Carpați la Mănăstirea Văratec în România, devenind călugăriță la vârstă de 18 ani și luându-și numele monahal Mina, sub îndrumarea mătușii ei Maica Melania Cruțiu.
Ea a împărtășit durerea plecării de acasă într-o scrisoare către biograful ei, preotul Grigorie Popescu: „Am plecat la mănăstire din cauza prigoanei ungurilor, care ne-au lipsit de libertatea de a vorbi limba mamei în școală, unde numai în limba ungurească învățăm lecțiile”.

## Primul Război Mondial
După izbucnirea Primului Război Mondial (1914), în timpul celor doi ani de neutralitate a României, Crucea Roșie a organizat cursuri speciale de asistență medicala în mai multe centre din țară, inclusiv la Mănăstirea Văratec. Tânăra călugăriță s-a oferit voluntar: „Vă puteți închipui ce bucurie am simțit când am putut să slujim și să ajutăm pe frații noștri, care s-au angajat în luptă pentru a ne elibera de sub jugul străin, unguresc.”
În mai 1916, Ministerul de Război a pregătit mobilizarea generală, iar Maica Mina a fost repartizat la spitalul comitetului regional de acțiune de lângă prefectura din Tecuci. După intrarea României în război (august 1916) și după pierderile teritoriale care au avut loc în primele luni de război, printre care și ocuparea Bucureștiului, frontul s-a stabilizat în sudul Moldovei. Spitalele de campanie și cele regionale din spatele frontului erau pline de răniți.
După ce munca sa a fost remarcată de către superiori, Maica Mina a primit o uniformă militară și a fost mobilizată aproape de linia frontului la Mărășești, unde a primit gradul de sublocotenent.
Mama Mina a lucrat inițial ca asistentă medicală în spital, dar, atunci când lupta a fost reluată, ea a ajuns în tranșeele din prima linie a frontului, asistând la evacuarea răniților și transportarea acestora în trenurile sanitare.
În vara anului 1917, în timpul Bătăliei de la Mărășești, în timp ce a urcat pe un tren militar care îi transporta pe răniții de la Mărășești la Vaslui și Iași, a fost grav rănită în zona coapsei stângi. Piciorul ei a fost salvat de la amputare la spitalul din Iași de către medicul Gheorghiu. Impresionați de cunoștințele ei medicale, medicii i-au recomandat să rămână la Spitalul nr. 271 din Iași, condus de Profesorul Gerota.
După izbucnirea unei epidemii de tifos în Iași, Doctorul Gerota a rugat-o să rămână, spunându-i că „După dumneata n-are cine să plângă”.
La 7 iulie 1918, prin Înalt Decret Regal, Maica Mina a fost decorată cu „Crucea comemorativă”.

## După Primul Război Mondial
După război s-a întors la Mănăstirea Văratec, cu conștiința împăcată: „Noi, călugărițele și călugării, ne-am pus în nesiguranța vieții... pentru țară și am slujit cu credință și am mers în război cu toată conștiința, în ajutorul răniților pentru care am muncit cu un sentiment sfânt, să le ajutăm în suferință... Ne-am împlinit datoria nu ca niște oameni, ci ca ostași ai Domnului și ai țării noastre, făcând ascultarea până la capăt, la terminarea războiului.”
După moartea mătușii sale în 1923, Maica Mina s-a mutat la Mănăstirea Nămăești, județul Argeș.
În anii '30, cu acordul Patriarhului Miron Cristea, s-a înscris la Institutul surorilor de caritate „Regina Elisabeta“ din București”.
La momentul izbucnirii celui de-al Doilea Război Mondial, Maica Mina avea 45 de ani. A fost mobilizată din nou și trimisă la spitalul din Câmpulung Muscel. A devenit membră a „Asociației surorilor de caritate de război din România“ și în „Corpul luptătorilor naționaliști“.
Curajul, dar și actele sale caritabile, nu au fost uitate mulți ani după sfârșitul celui de-al Doilea Război Mondial. În 1968, Maica Mina a fost distinsă cu Medalia Virtutea ostășească - Clasa I - în fața Mausoleului de la Mărășești, cu prilejul aniversarii a 50 de ani de la sfârșitul Primului Război Mondial, alături de alți veterani de război.
A murit pe 9 iulie 1977 la Mănăstirea Nămăești.